# Saison 1912-1913 de l'ANH
Saison précédente Saison suivante
La saison 1912-1913 est la quatrième saison de l'Association nationale de hockey. La patinoire de Toronto, l'Arena Garden, est enfin prête et deux formations de la ville font leurs débuts dans l'ANH : les Tecumsehs de Toronto et le Club de Hockey de Toronto. Les Bulldogs de Québec remportent une nouvelle fois le championnat ; ils sont récompensés par le Trophée O'Brien. Ils gagnent par la suite la Coupe Stanley.

## Contexte

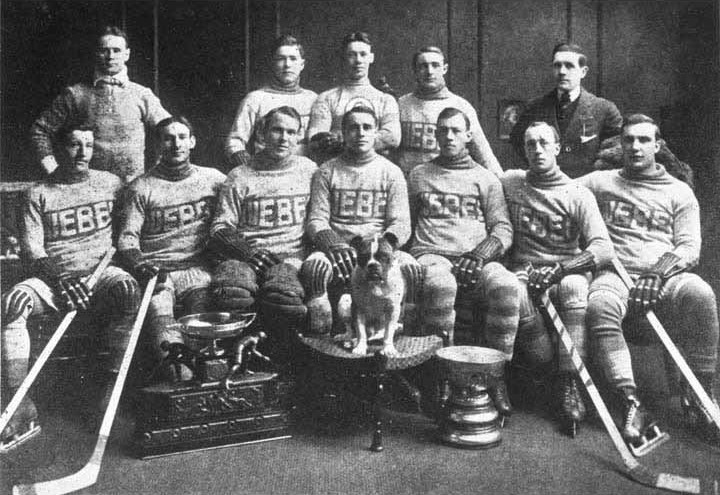
Les Bulldogs de Québec, champions 1913 de la Coupe Stanley.

Édouard « Newsy » Lalonde qui avait quitté l'ANH à la fin de la saison 1910-1911 pour rejoindre la ligue concurrente de  l'Association de hockey de la Côte du Pacifique est de retour pour cette saison avec les Canadiens de Montréal. Après la victoire de Québec la saison précédente, chacun des joueurs de l'équipe se voit offrir un contrat par une équipe de la PCHA. Même si certains acceptent, Malone reste au sein de l'équipe pour la saison 1912-1913 et il finit meilleur buteurs de l'ANH avec quarante-trois buts en vingt rencontres alors que Tommy Smith, son coéquipier est deuxième avec trente-neuf réalisations,. 
À la fin de la saison, l'équipe de Québec accepte de jouer des matchs de gala contre celle de Victoria dans la PCHA, sans que la Coupe Stanley ne soit en jeu. Les deux associations ayant des règles différentes — les matchs de la PCHA se jouent toujours avec un rover — il est décidé de jouer les premier et troisième matchs avec sept joueurs pour six joueurs lors du deuxième match. Victoria remporte les deux matchs joués selon les règles habituelles de la PCHA sur le score de 7-5 et 6-1 alors que Québec remporte le deuxième match 6-3.
De nouveaux changements ont lieu dans l'ANH : désormais les joueurs peuvent être changés au cours de n'importe quelle période — jusque-là, les changements n'étaient autorisés que lors des deux premiers tiers-temps. Les équipes changement désormais de côté du terrain à chaque période. L'ANH impose à toutes les patinoires d'installer des tableaux d'affichage alors que les arbitres commencent à utiliser des signes afin d'annoncer les pénalités.

## Résultats

### Classement de la saison régulière
| Clt   | Équipe                    | PJ | V  | D  | N | BP  | BC | Pts |
| ----- | ------------------------- | -- | -- | -- | - | --- | -- | --- |
| +001, | Club de hockey Québec     | 20 | 16 | 4  | 0 | 112 | 75 | 32  |
| +002, | Wanderers de Montréal     | 20 | 10 | 10 | 0 | 93  | 90 | 20  |
| +003, | Club de hockey de Toronto | 20 | 9  | 11 | 0 | 86  | 95 | 18  |
| +004, | Canadiens de Montréal     | 20 | 9  | 11 | 0 | 83  | 81 | 18  |
| +005, | Club de hockey d'Ottawa   | 20 | 9  | 11 | 0 | 87  | 81 | 18  |
| +006, | Tecumsehs de Toronto      | 20 | 7  | 13 | 0 | 59  | 98 | 14  |

- Champion de la saison régulière

### Meilleurs buteurs

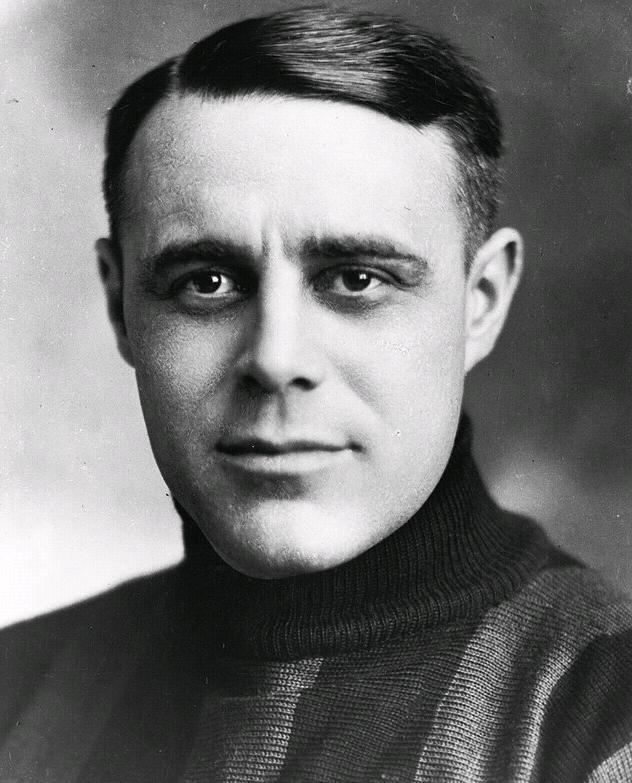
Joe Malone, meilleur buteur du circuit.

| Joueur          | Équipe     | PJ | B  | Pun |
| --------------- | ---------- | -- | -- | --- |
| Joe Malone      | Québec     | 20 | 43 | 34  |
| Tommy Smith     | Québec     | 18 | 39 | 30  |
| Harry Hyland    | Wanderers  | 20 | 27 | 38  |
| Frank Nighbor   | Blueshirts | 19 | 25 | 9   |
| Édouard Lalonde | Canadiens  | 18 | 25 | 61  |
| Didier Pitre    | Canadiens  | 17 | 24 | 80  |
| Punch Broadbent | Ottawa     | 20 | 20 | 15  |
| Scotty Davidson | Blueshirts | 20 | 19 | 69  |
| Don Smith       | Canadiens  | 20 | 19 | 52  |
| Skene Ronan     | Ottawa     | 20 | 18 | 39  |